# Baicheng
Baicheng (kinesisk skrift: 白城; pinyin: Báichéng; Wade-Giles: Pái-ch'éng) er en by på præfekturniveau i den nordvestlige del af provinsen Jilin i det nordlige Kina. Baicheng der er en industriby, har et areal på 25,683 km² og en befolkning på 2.030.000 mennesker (2007).

## Historie
Baicheng blev et amt i 1904. Frem til da hed det Jing'an. I 1914 fik det som nyt navn Tao'an og i 1950 fik det så navnet Baicheng, som på kinesisk betyder «Hvid by». Navnet Baicheng er fra det mongolske navn, Chaghanhot, som også betyder den hvide by. 
Baicheng var tidligere del af provinsen Heilongjiang, men blev overført til Jilin da den blev bypræfektur.

## Administrative enheder
Bypræfekturet Baicheng har jurisdiktion over et distrikt (区 qū), 2 byamter (市 shì) og 2 amter (县 xiàn).
| Kort               | Kort    | Kort   | Kort         | Kort                   | Kort        | Kort       |
| ------------------ | ------- | ------ | ------------ | ---------------------- | ----------- | ---------- |
| Kort over Baicheng |         |        |              |                        |             |            |
| #                  | Navn    | Hanzi  | Pinyin       | Befolkning (2003 est.) | Areal (km²) | Indb. /km² |
| Distrikter         |         |        |              |                        |             |            |
| 1                  | Taobei  | 洮北区 | Táoběi Qū    | 490.000                | 2.525       | 194        |
| Byamter            |         |        |              |                        |             |            |
| 2                  | Da'an   | 大安市 | Dà'ān Shì    | 420.000                | 4.879       | 86         |
| 3                  | Taonan  | 洮南市 | Táonán Shì   | 440.000                | 5.108       | 86         |
| Fylker             |         |        |              |                        |             |            |
| 4                  | Zhenlai | 镇赉县 | Zhènlài Xiàn | 310.000                | 4.695       | 66         |
| 5                  | Tongyu  | 通榆县 | Tōngyú Xiàn  | 350.000                | 8.476       | 41         |

## Trafik
Kinas rigsvej 302 løber gennem området. Den går fra Hunchun i provinsen Jilin til Ulanhot i Indre Mongoliet.
45°37′N 122°50′Ø / 45.617°N 122.833°Ø